# Giovanni Battista Braschi
Giovanni Battista Braschi (Cesena, 11 giugno 1656 – Roma, 24 novembre 1736) è stato un arcivescovo e storico italiano.
Fu vescovo di Sarsina (1699-1724) e arcivescovo titolare di Nisibi (1724-1736).

## Biografia
Di nobile e ricca famiglia di Cesena, nacque da Benedetto e da Francesca Bellagamba.
Il 1º giugno 1699 fu nominato, durante il papato di Innocenzo XII, vescovo di Sarsina.. Il 22 dello stesso mese fu consacrato vescovo da Pier Matteo Petrucci, cardinale presbitero di San Marcello, con Domenico Belisario de Bellis, vescovo di Molfetta, e Stefano Cupilli, vescovo di Traù, come co-consacranti.
Il 14 maggio 1718 si dimise da vescovo di Sarsina.
Il 20 dicembre 1724 fu elevato, durante il papato di papa Benedetto XIII, ad arcivescovo titolare di Nisibi e contestualmente assistente al Soglio Pontificio.
Mantenne questo incarico fino alla sua morte il 24 novembre 1736 .
Fu autore di diversi testi sia a carattere religioso che storico. Fu sepolto a Roma nella basilica di Santa Maria Maggiore.

## Opere
- De libertate ecclesiae in conferende ecclesiastica...
- De vero Rubicone quem Cæsar ... trajecit
- Memoriæ Cæsenates sacræ, et profanæ per saecula ...
- Idea del pulpito mitrato o sia Del vescovo che predica la ..
- De tribus statuis in romano Capitolio erectis anno 1720...

## Genealogia episcopale
La genealogia episcopale è:
- Cardinale Alderano Cybo-Malaspina
- Cardinale Pier Matteo Petrucci, C.O.
- Arcivescovo Giovanni Battista Braschi